# Living in F E A R
Living in F E A R è un singolo del gruppo musicale britannico Marillion, pubblicato il 21 settembre 2016 come secondo estratto dal diciottesimo album in studio Fuck Everyone and Run (F E A R).
Il 6 ottobre 2017 il singolo è stato pubblicato dalla earMUSIC anche nei formati CD e 12" con l'aggiunta di alcuni brani dal vivo.

## Video musicale
Il video è stato pubblicato il 19 gennaio 2017 attraverso il canale YouTube del gruppo e mostra quest'ultimo eseguire il brano in uno studio di registrazione.
Il 27 settembre dello stesso anno è stato reso disponibile un secondo video, atto a pubblicizzare la versione fisica del singolo.

## Tracce
Download digitale – 1ª versione
1. Living in F E A R (Radio Edit) – 3:53

CD singolo (Europa), 12" (Europa), download digitale – 2ª versione
1. Living in F E A R (Live Edit) – 4:07
2. The Leavers Live (One Tonight) – 4:28
3. Neverland (from "Size Matters") – 10:12
4. Dry Land (from "Holidays in Eden Live") – 4:46

## Formazione
Gruppo
- Steve Hogarth – voce, arrangiamento, cori, battimani
- Steve Rothery – chitarra, arrangiamento, cori, battimani
- Pete Trewavas – basso, voce aggiuntiva, arrangiamento, cori, battimani
- Mark Kelly – tastiera, arrangiamento, cori, battimani
- Ian Mosley – batteria, arrangiamento, cori, battimani

Altri musicisti
- Lucy – cori, battimani
- Stephanie – cori, battimani
- Simon – cori, battimani
- Sofi – cori, battimani
- Dan – cori, battimani
- Rick Armstrong – cori, battimani

Produzione
- Michael Hunter – produzione, registrazione, missaggio, arrangiamento
- Oli Waters – assistenza tecnica ai Real World

## Classifiche
| Classifica (2017)      | Posizione massima |
| ---------------------- | ----------------- |
| Regno Unito (physical) | 1                 |
| Regno Unito (vinyl)    | 1                 |